# Konstitutionen år III

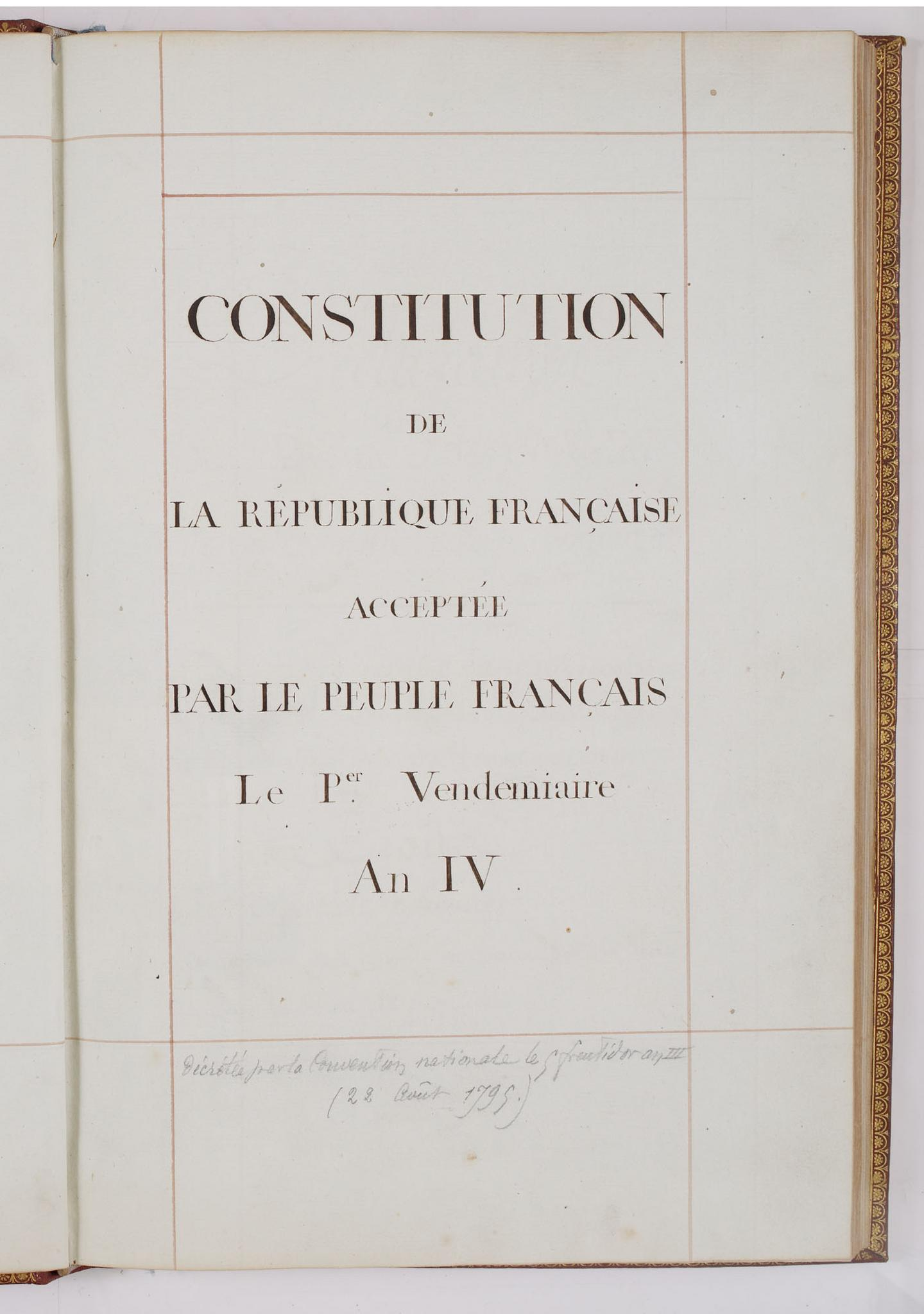
Konstitutionen år III.

Konstitutionen år III var en författning i Första franska republiken som om antogs av nationalkonventet den 5 fructidor år III (22 augusti 1795) och godkändes i en folkomröstning den 6 september samma år. Konstitutionen gällde fram till Brumairekuppen den 18 brumaire år VIII (9 november 1799).

## Innehåll
Författningens upphovsmän ville framför allt försöka förhindra skräckväldets återkomst. Därför skilde de den lagstiftande makten från den verkställande samt förenklade och stärkte de lokala myndigheterna.
Valrätt och valbarhet inskränktes. För att avvända faran av enkammarsystemet delade man den "lagstiftande kåren" i två råd, femhundrarådet samt de gamles råd, vilket skulle bestå av 250 medlemmar över 40 års ålder. Det förra utövade den egentliga lagstiftningen, medan de gamle endast hade att antingen anta eller förkasta det som de 500 beslutat. Endast en tredjedel av rådens medlemmar skulle få väljas fritt, medan de övriga två tredjedelarna skulle tas ur konventet. Valen var indirekta. Mandaten var treåriga; råden skulle varje år förnyas med en tredjedel.
Efter mycken tvekan bestämde man sig för att uppdra den verkställande makten åt ett direktorium av fem personer, som skulle väljas genom samverkan av båda råden; årligen skulle en avgå och en ny väljas. Direktoriet fick den befogenhet som välfärdsutskottet hade haft och skulle ha under sig ministrar men hade varken säte eller rösträtt i den lagstiftande kåren.
Kamrarnas frihet garanterades. Omröstningen skulle vara hemlig, sammanträdena offentliga, men åhörarantalet på läktarna begränsat. De gamles råd erhöll rätt att besluta om rådens förflyttning från Paris. Råden hade ett garde av 1 500 man till sitt skydd. Andra trupper fick inte sammandras i deras grannskap.
Författningen garanterade vidare medborgarnas rättigheter. Ingen rangskillnad och ingen statsreligion skulle finnas, pressen skulle vara fri och äganderätten tryggad. Klubbar förbjöds, politiska sällskap fick inte hålla offentliga sammankomster. Emigranterna som flytt undan revolutionen förbjöds återvända, köpare av indragna kyrkliga och adliga gods tryggades i sin besittning av dessa.